# Джерело № 4 (Драгово)
Джерело № 4 — гідрологічна пам'ятка природи місцевого значення. Об'єкт розташований на території Хустського району Закарпатської області, с. Драгово, урочище «Буркут».
Площа — 0,5 га, статус отриманий у 1984 році.